# Benji Kikanović
Benjamin "Benji" Kikanović (San José, 6 de enero de 2000) es un futbolista profesional bosnio-estadounidense que juega como delantero en San Jose Earthquakes de la Major League Soccer.

## Trayectoria

### Carrera universitaria
Kikanović jugó dos años de fútbol universitario en la Universidad Estatal de California en Sacramento entre 2018 y 2019, hizo 34 apariciones, marcó 9 goles y registró 5 asistencias. En 2019, Kikanović jugó con el Sacramento Gold de la NPSL.

### Carrera profesional
El 13 de enero de 2020, Kikanović se unió al Reno 1868 de la USL Championship. Reno dobló su equipo el 6 de noviembre de 2020, debido al impacto financiero de la pandemia COVID-19.
El 16 de febrero de 2021, Kikanović se unió a San Jose Earthquakes de la MLS con un contrato de un año.

## Vida personal
Kikanović nació en San José, California y es de ascendencia bosnia. Creció en Antelope, California y estudió en Antelope High School.

## Clubes
| Club                 | País           | Año             |
| -------------------- | -------------- | --------------- |
| Sacramento Gold FC   | Estados Unidos | 2019            |
| Reno 1868 FC         | Estados Unidos | 2020            |
| San Jose Earthquakes | Estados Unidos | 2021-Actualidad |